# La Vierge à la soupe au lait
La Vierge à la soupe au lait – ou La Vierge à la cuiller – est un tableau réalisé en 1510-1520 par le peintre primitif flamand Gérard David ou son atelier. De format vertical, cette huile sur bois est une Madone qui représente Marie et l'Enfant Jésus pendant un repas de ce dernier.
La jeune mère et son fils y figurent assis près du coussiège d'une fenêtre donnant sur un paysage vallonné, tous deux avec une cuillère à la main droite. Un vase contenant un bouquet est posé sur l'assise de cette fenêtre. Une pomme, un couteau et du pain se trouvent quant à eux sur la table où se voit le bol contenant la nourriture pour le nourrisson.
Achatée en 1893, l'œuvre est conservée au musée des Beaux-Arts de Strasbourg, à Strasbourg, dans le Bas-Rhin, en France. Sa composition est similaire à celle de la Madonna della pappa, qui se trouve au Palazzo Bianco de Gênes, en Italie. Une autre peinture comparable fait partie des collections du musée Oldmasters de Bruxelles, en Belgique. Ces deux autres versions se présentent sans coussiège, le Christ y étant par ailleurs tourné vers son ustensile plutôt que vers la Vierge.

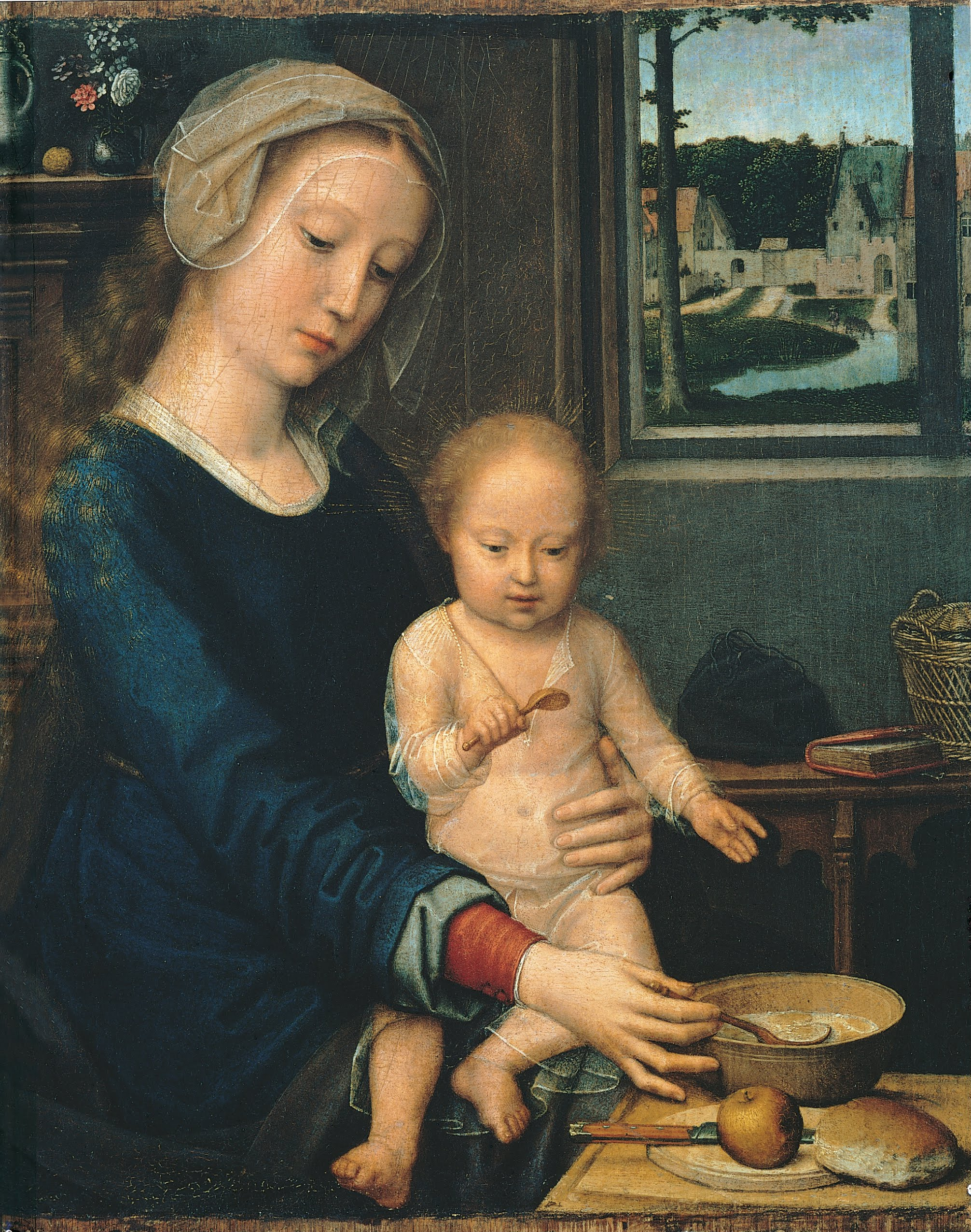
Madonna della pappa – Palazzo Bianco, Gênes.
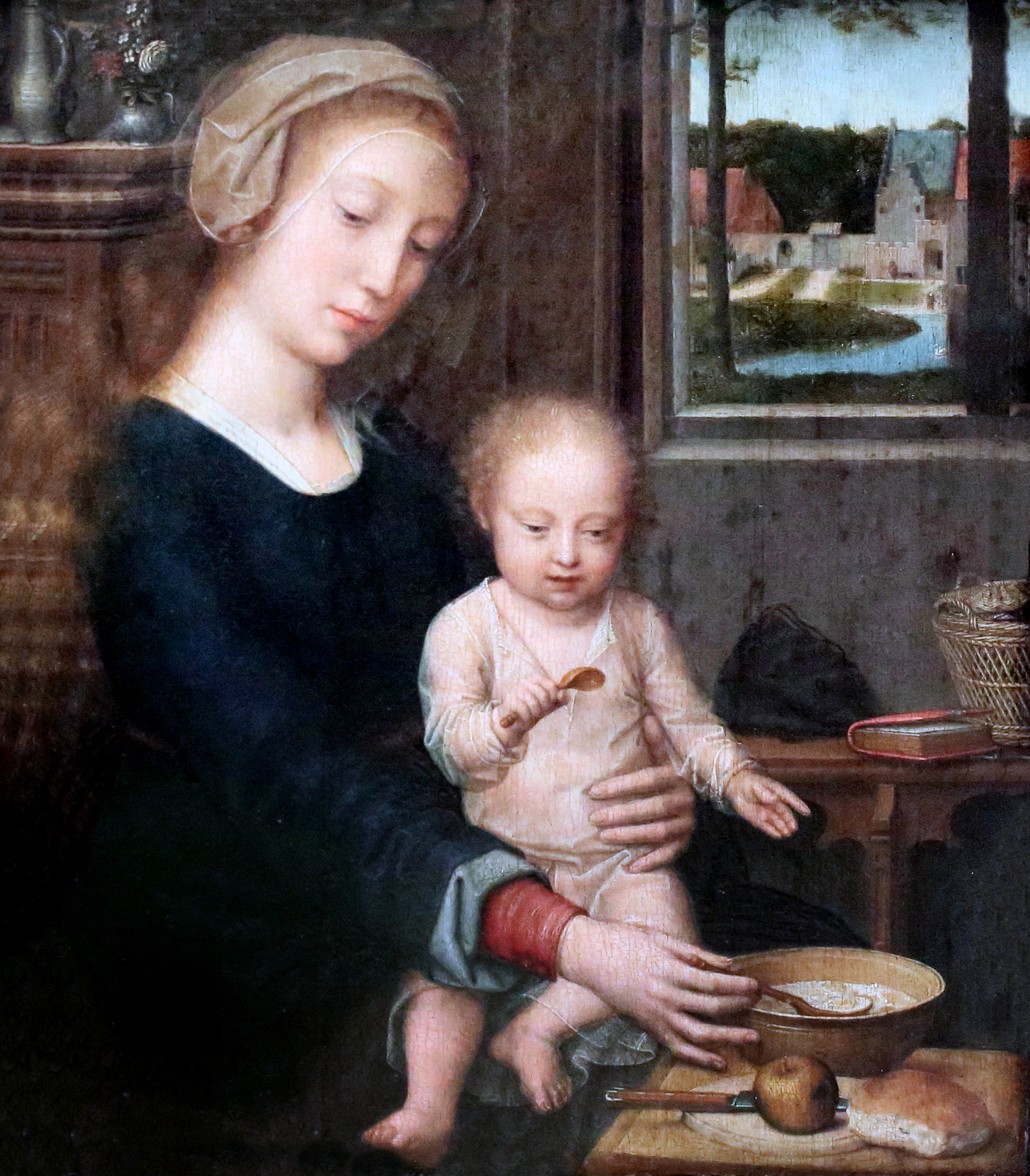
La Vierge à la soupe au lait – Musée Oldmasters, Bruxelles.